# Ananku
Ananku ou Annanku (安南光) é um kata do caratê, cuja autoria é creditada ao mestre Shoshin Nagamine, do estilo Shorin-ryu. Trata-se de uma forma moderna dentro do caratê, eis que sua criação foi, além de outras coisas, uma forma de prestar homenagem ao mestre Chotoku Kyan, da primordial linhagem Tomari-te. A escola da qual é típico é Matsubayashi-ryu.

## Características
O kata começa com defesas a ambas as leterais, diferente das versões originais, que avançam sucessivamente para os lados esquerdo, primeiro, e direito.